# Steve Shaw
Steve Shaw, född 19 februari 1965 i Saint Louis, Missouri, död 5 december 1990 i Los Angeles, Kalifornien, var en amerikansk skådespelare. Han medverkade i bland annat Lilla huset på prärien, The Waltons och Knots Landing.
Steve Shaw omkom i en trafikolycka, 25 år gammal.

## Filmografi (urval)
| År        | Titel                  | Roll                | Kommentar                      |
| --------- | ---------------------- | ------------------- | ------------------------------ |
| 1977      | Lilla huset på prärien | Sam Delano          | avsnittet "Gold Country"       |
| 1978      | The Waltons            | George Simmons      |                                |
| 1978      | Spökhuset              | Alexander Armsworth | TV-film                        |
| 1979      | Kampen om Colorado     | Paul Garrett        | avsnittet "The Winds of Death" |
| 1979      | Lilla huset på prärien | Dylan Whittaker     | avsnittet "The Odyssey"        |
| 1979–1990 | Knots Landing          | Eric Fairgate       | TV-serie                       |